# Myzozoa
Nicht zu verwechseln mit Myxozoa.
Myzozoa ist eine Gruppe bestimmter Untergruppen (Kladen, teilweise als Phyla angesehen) innerhalb der Alveolata,
die sich entweder per Myzozytose ernähren oder von Vorfahren abstammen, die dazu in der Lage waren.
Auch die Myzozoa werden manchmal als Phylum bezeichnet.
Als Hauptuntergruppen schließen die Myzozoa die Dinozoa (mit den Dinoflagellaten) und die Apicomplexa ein, sowie weitere kleinere Gruppen.
Daher werden insgesamt eine recht große Zahl von Ordnungen der Protisten zu den Myzozoa gezählt.
Der Begriff Myzozoa löst im Gebrauch den Begriff Miozoa der gleichen Autorenschaft ab, der veränderte, d. h. umfangreichere Bedeutung hat.

## Innere Systematik
Die Systematik der Miozoa respektive Myzozoa ist ungefähr wie folgt:
Miozoa Cavalier-Smith, 1987
- Protalveolata Cavalier-Smith, 1991(#) – nicht monophyletisch (s. u.)
  - Acavomonidia Tikhonenkov et al. 2014 mit Acavomonas peruviana Tikhonenkov et al. 2014 [Colponema sp. Peru]
  - Colponemidia Cavalier-Smith, 1993 mit Colponema loxodes Stein, 1878
- Myzozoa Cavalier-Smith & Chao, 2004[1] – mit circa vier Hauptuntergruppen („Phyla“):
- Dinozoa Cavalier-Smith, 1981
  - Dinoflagellata Bütschli, 1885 (Dinoflagellaten)(#)
  - Perkinsozoa Norén et al., 1999(#)[A. 1]
  -  ?…[A. 2]
- Apicomplexa Levine, 1970 (sensu lato)[1][6] – Bezeichnung in diesem Sinn nicht mehr gebräuchlich
  - Apicomplexa Levine 1980, emend. Adl et al. 2005(#) (sensu stricto) [Sporozoa Leuckart, 1879[1][6]] (inkl. Gregarinen, Kokzidien, Coralli- und Ichthyocoliden)
  - Squirmida Cavalier-Smith, 2014 (neu, ausgegliedert aus der Apicomplexa-Gruppe der Gregarinen)
  - Chrompodellida (Chromerida(#) und Colpodellida) [früher Apicomonada Cavalier-Smith, 1993][A. 3]

(#) – herkömmliche Untergruppen der Miozoa bzw. Myzozoa nach Thomas Cavalier-Smith (1987, 2004), das sind:
- Apicomplexa – parasitische Protisten, die außer in den Gameten keine Fortbewegungsstrukturen mit Axonemen (Geißeln), keine Photosynthese durchführen (mit Ausnahme der Corallicolida auch kein Chlorophyll besitzen)
- Chromerida – eine Gruppe photosynthetisch aktiber mariner Protisten, ergänzt um ihre Verwandten ohne Photosynthese (Colpodellida)
- Dinoflagellaten – meist marine Flagellaten, von denen viele Chloroplasten haben
- Perkinsozoa

- Protalveolata (Mitglied der Miozoa, nicht Myzozoa)

Der Begriff respekive die Gruppe Myzozoa wurde zwar in einer Auflistung der Protistengruppen von Adl et al. (2012) nicht berücksichtigt, wird aber in neuern Arbeiten wieder bzw. immer noch verwendet.
Die strenge Taxonomie berücksichtigt nur die gemeinsamen Merkmale aller Organismen einer Gruppe.
Einige Organismen innerhalb der einzelnen Gruppen der Myzozoa haben jedoch die charakteristische Fähigkeit zur Myzozytose verloren.
Da die Taxonomie die molekulare Phylogenie nicht berücksichtigt, werden in einer solchen Klassifikation alle Alveolata-Taxa mit Ausnahme der Apikomplexa, Wimpertierchen und Dinoflagellaten summarisch unter dem (nicht-taxonomischen) Sammelbegriff „Protalveolata“ geführt.
Die Schwierigkeit, sehr frühe Dinozoa entweder innerhalb oder außerhalb der Gruppe „Dinoflagellaten“ einzuordnen (siehe Dinozoa §Systematik), begünstigt weiterhin solche Klassifizierungen wie Protalveolata, ähnlich wie die mögliche Polyphylie zwischen den beiden Colpodelliden-Gattungen Voromonas und Colpodella.

## Evolution/Phylogenie

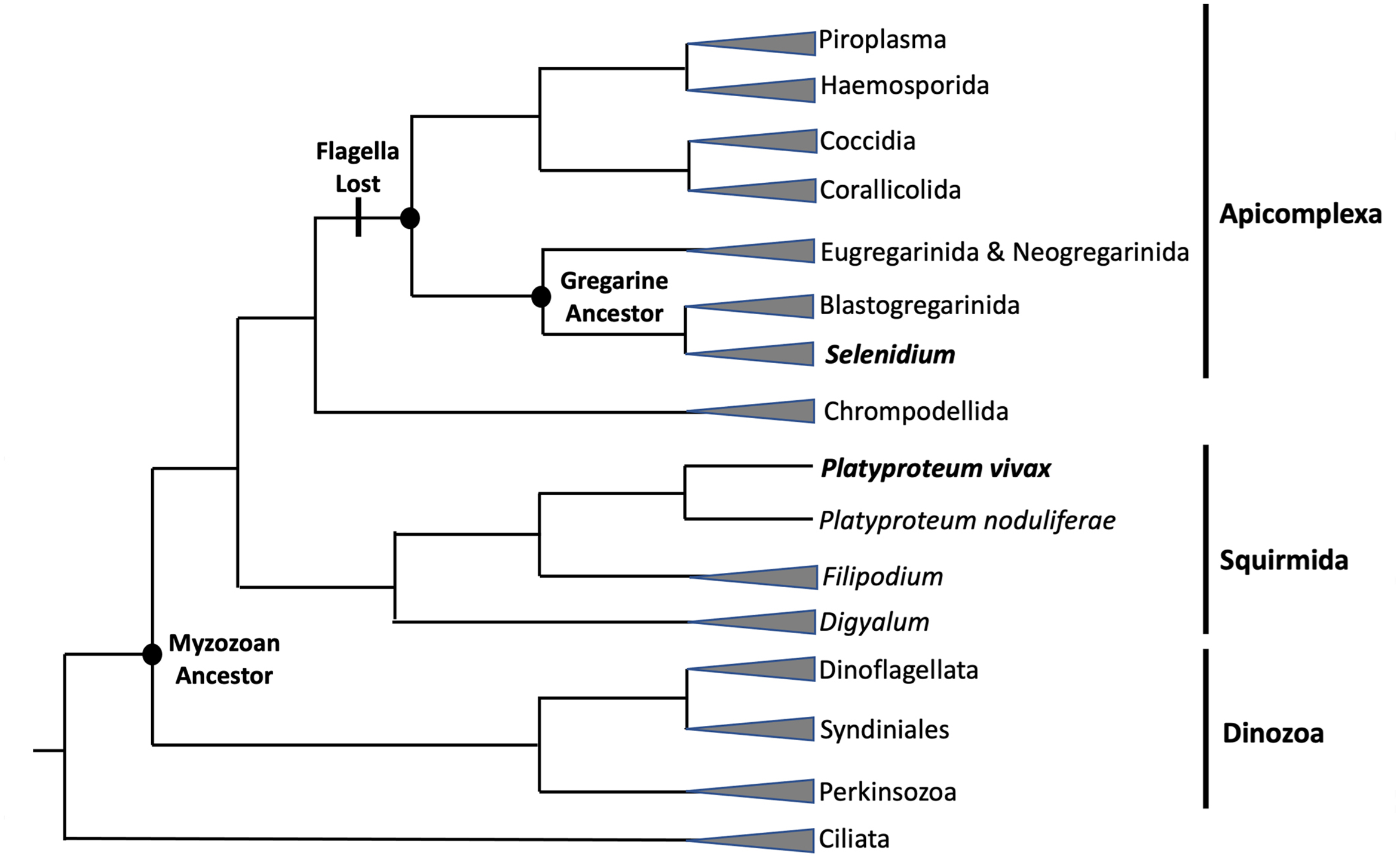
Phylogenie der Myzozoa mit Wimpertierchen (Ciliata) als Außengruppe. Die von der Gregarinen-Familie Selenidiidae abgetrennten Squirmida bilden die Schwestergruppe zur Klade aus Apicomplexa und Chrompodellida. Die mit den Myzozoa am engsten verwandte große Gruppe sind die Wimpertierchen (Ciliata oder Ciliophora).

Beide Organismengruppen scheinen ein lineares mitochondriales Genom zu besitzen; die meisten anderen Eukaryonten, deren mitochondriales Genom untersucht wurde, haben zirkuläre Genome – nach der Endosymbiontentheorie stammen die Mitochondrien von α-Proteobakterien ab (siehe Mitochondrium §Ursprung).
Der taxonomische Begriff Myzozoa schließt explizit die Wimpertierchen (Ciliophora) aus, die unter den Alveolata stattdessen einen höheren taxonomischen Rang einnehmen. Die Alveoata umfassen damit zwei große Gruppen: Die Myzozoa und die Ciliophora, sowie einige kleineren Gruppen (s. o. Sammelbegriff „Protalveolata“).
Alle Myzozoa scheinen sich von einem Vorfahren abzustammen, der vermutlich ein biflagellater, myzozytotischer Räuber war und seine (komplexen) Plastiden per Endosymbiose mit Rotalgen erworben hatte.
Der Parasitismus entwickelte sich bei den Myzozoa danach mehrfach unabhängig voneinander; dabei gingen die Geißeln beim jüngsten Vorfahren der Apicomplexa (=Sporozoa) verloren.
Die Topologie (Reihenfolge der Verzweigungen) innerhalb der Miozoa (d. h. Myzozoa und „Protalveolata“) ist nur teilweise geklärt.
Die Gruppen Chrompodellida (Colpodellida-Chromerida) und Apicomplexa (früher Sporozoa genannt) scheinen Schwestergruppen zu sein.
Eine weitere kleine Gruppe, die Squirmida, besteht derzeit (Stand 2024) aus drei Gattungen, die früher der Apicomplexa-Gruppe der Gregarinen zugeordnet wurden, u. a, weil ihr „Vorderer Apparat“ (englisch anterior apparatus) dem Mucron der Gregarinen äußerlich ähnelt.
Drei weitere Gruppen – die Perkinssozoa, Syndiniales und die Gattung Oxyrrhis – sind mit den Dinoflagellaten entfernt verwandt (Perkinssozoa) oder gehören möglicherweise zu ihnen, in basaler Position vom Rest abzweigend (Syndiniales, Oxyrrhis).
Genetische Analysen auf der Ebene der Haupt- und Nebenuntereinheiten der rDNA des Zellkerns (Kerngenom) durch Robert Moore et al. (2008) und Denis Tikhonenkov (2014), sowie Analysen durch Thomas Cavalier-Smith (2017) führten –  nach Ausgliederung der Squirmida zu den folgenden phylogenetischen Beziehungen:
|  | Intramacronucleata (Heterotrichea, Karyorelictea) |
|  |                                                   |
|  | Postciliodesmatophora (Desmata, Spirotrichia)     |
|  |                                                   |

|  | Dinoflagellata (mit Syndiniales und Oxyrrhis) |
|  |                                               |
|  | Perkinsozoa (=Perkinsea)                      |
|  |                                               |

|  | Squirmida |
|  | |
|  | \| \| Apicomplexa s. (=Sporozoa) \| \| \| \| \| \| Chrompodellida (=Apicomonada: Chromerida-Colpodellida)[A. 3] \| \| \| \| |
|  | |
|  | Apicomplexa s. (=Sporozoa)                                                                                                  |
|  | |
|  | Chrompodellida (=Apicomonada: Chromerida-Colpodellida)                                                                      |
|  | |

|  | Apicomplexa s. (=Sporozoa)                             |
|  |                                                        |
|  | Chrompodellida (=Apicomonada: Chromerida-Colpodellida) |
|  |                                                        |

|  | Dinoflagellata (mit Syndiniales und Oxyrrhis) |
|  |                                               |
|  | Perkinsozoa (=Perkinsea)                      |
|  |                                               |

|  | Squirmida |
|  | |
|  | \| \| Apicomplexa s. (=Sporozoa) \| \| \| \| \| \| Chrompodellida (=Apicomonada: Chromerida-Colpodellida)[A. 3] \| \| \| \| |
|  | |
|  | Apicomplexa s. (=Sporozoa)                                                                                                  |
|  | |
|  | Chrompodellida (=Apicomonada: Chromerida-Colpodellida)                                                                      |
|  | |

|  | Apicomplexa s. (=Sporozoa)                             |
|  |                                                        |
|  | Chrompodellida (=Apicomonada: Chromerida-Colpodellida) |
|  |                                                        |

|  | Dinoflagellata (mit Syndiniales und Oxyrrhis) |
|  |                                               |
|  | Perkinsozoa (=Perkinsea)                      |
|  |                                               |

|  | Squirmida |
|  | |
|  | \| \| Apicomplexa s. (=Sporozoa) \| \| \| \| \| \| Chrompodellida (=Apicomonada: Chromerida-Colpodellida)[A. 3] \| \| \| \| |
|  | |
|  | Apicomplexa s. (=Sporozoa)                                                                                                  |
|  | |
|  | Chrompodellida (=Apicomonada: Chromerida-Colpodellida)                                                                      |
|  | |

|  | Apicomplexa s. (=Sporozoa)                             |
|  |                                                        |
|  | Chrompodellida (=Apicomonada: Chromerida-Colpodellida) |
|  |                                                        |

|  | Dinoflagellata (mit Syndiniales und Oxyrrhis) |
|  |                                               |
|  | Perkinsozoa (=Perkinsea)                      |
|  |                                               |

|  | Squirmida |
|  | |
|  | \| \| Apicomplexa s. (=Sporozoa) \| \| \| \| \| \| Chrompodellida (=Apicomonada: Chromerida-Colpodellida)[A. 3] \| \| \| \| |
|  | |
|  | Apicomplexa s. (=Sporozoa)                                                                                                  |
|  | |
|  | Chrompodellida (=Apicomonada: Chromerida-Colpodellida)                                                                      |
|  | |

|  | Apicomplexa s. (=Sporozoa)                             |
|  |                                                        |
|  | Chrompodellida (=Apicomonada: Chromerida-Colpodellida) |
|  |                                                        |

|  | Dinoflagellata (mit Syndiniales und Oxyrrhis) |
|  |                                               |
|  | Perkinsozoa (=Perkinsea)                      |
|  |                                               |

|  | Squirmida |
|  | |
|  | \| \| Apicomplexa s. (=Sporozoa) \| \| \| \| \| \| Chrompodellida (=Apicomonada: Chromerida-Colpodellida)[A. 3] \| \| \| \| |
|  | |
|  | Apicomplexa s. (=Sporozoa)                                                                                                  |
|  | |
|  | Chrompodellida (=Apicomonada: Chromerida-Colpodellida)                                                                      |
|  | |

|  | Apicomplexa s. (=Sporozoa)                             |
|  |                                                        |
|  | Chrompodellida (=Apicomonada: Chromerida-Colpodellida) |
|  |                                                        |

|  | Dinoflagellata (mit Syndiniales und Oxyrrhis) |
|  |                                               |
|  | Perkinsozoa (=Perkinsea)                      |
|  |                                               |

|  | Squirmida |
|  | |
|  | \| \| Apicomplexa s. (=Sporozoa) \| \| \| \| \| \| Chrompodellida (=Apicomonada: Chromerida-Colpodellida)[A. 3] \| \| \| \| |
|  | |
|  | Apicomplexa s. (=Sporozoa)                                                                                                  |
|  | |
|  | Chrompodellida (=Apicomonada: Chromerida-Colpodellida)                                                                      |
|  | |

|  | Apicomplexa s. (=Sporozoa)                             |
|  |                                                        |
|  | Chrompodellida (=Apicomonada: Chromerida-Colpodellida) |
|  |                                                        |

|  | Dinoflagellata (mit Syndiniales und Oxyrrhis) |
|  |                                               |
|  | Perkinsozoa (=Perkinsea)                      |
|  |                                               |

|  | Squirmida |
|  | |
|  | \| \| Apicomplexa s. (=Sporozoa) \| \| \| \| \| \| Chrompodellida (=Apicomonada: Chromerida-Colpodellida)[A. 3] \| \| \| \| |
|  | |
|  | Apicomplexa s. (=Sporozoa)                                                                                                  |
|  | |
|  | Chrompodellida (=Apicomonada: Chromerida-Colpodellida)                                                                      |
|  | |

|  | Apicomplexa s. (=Sporozoa)                             |
|  |                                                        |
|  | Chrompodellida (=Apicomonada: Chromerida-Colpodellida) |
|  |                                                        |

|  | Dinoflagellata (mit Syndiniales und Oxyrrhis) |
|  |                                               |
|  | Perkinsozoa (=Perkinsea)                      |
|  |                                               |

|  | Squirmida |
|  | |
|  | \| \| Apicomplexa s. (=Sporozoa) \| \| \| \| \| \| Chrompodellida (=Apicomonada: Chromerida-Colpodellida)[A. 3] \| \| \| \| |
|  | |
|  | Apicomplexa s. (=Sporozoa)                                                                                                  |
|  | |
|  | Chrompodellida (=Apicomonada: Chromerida-Colpodellida)                                                                      |
|  | |

|  | Apicomplexa s. (=Sporozoa)                             |
|  |                                                        |
|  | Chrompodellida (=Apicomonada: Chromerida-Colpodellida) |
|  |                                                        |

|  | Intramacronucleata (Heterotrichea, Karyorelictea) |
|  |                                                   |
|  | Postciliodesmatophora (Desmata, Spirotrichia)     |
|  |                                                   |

|  | Dinoflagellata (mit Syndiniales und Oxyrrhis) |
|  |                                               |
|  | Perkinsozoa (=Perkinsea)                      |
|  |                                               |

|  | Squirmida |
|  | |
|  | \| \| Apicomplexa s. (=Sporozoa) \| \| \| \| \| \| Chrompodellida (=Apicomonada: Chromerida-Colpodellida)[A. 3] \| \| \| \| |
|  | |
|  | Apicomplexa s. (=Sporozoa)                                                                                                  |
|  | |
|  | Chrompodellida (=Apicomonada: Chromerida-Colpodellida)                                                                      |
|  | |

|  | Apicomplexa s. (=Sporozoa)                             |
|  |                                                        |
|  | Chrompodellida (=Apicomonada: Chromerida-Colpodellida) |
|  |                                                        |

|  | Dinoflagellata (mit Syndiniales und Oxyrrhis) |
|  |                                               |
|  | Perkinsozoa (=Perkinsea)                      |
|  |                                               |

|  | Squirmida |
|  | |
|  | \| \| Apicomplexa s. (=Sporozoa) \| \| \| \| \| \| Chrompodellida (=Apicomonada: Chromerida-Colpodellida)[A. 3] \| \| \| \| |
|  | |
|  | Apicomplexa s. (=Sporozoa)                                                                                                  |
|  | |
|  | Chrompodellida (=Apicomonada: Chromerida-Colpodellida)                                                                      |
|  | |

|  | Apicomplexa s. (=Sporozoa)                             |
|  |                                                        |
|  | Chrompodellida (=Apicomonada: Chromerida-Colpodellida) |
|  |                                                        |

|  | Dinoflagellata (mit Syndiniales und Oxyrrhis) |
|  |                                               |
|  | Perkinsozoa (=Perkinsea)                      |
|  |                                               |

|  | Squirmida |
|  | |
|  | \| \| Apicomplexa s. (=Sporozoa) \| \| \| \| \| \| Chrompodellida (=Apicomonada: Chromerida-Colpodellida)[A. 3] \| \| \| \| |
|  | |
|  | Apicomplexa s. (=Sporozoa)                                                                                                  |
|  | |
|  | Chrompodellida (=Apicomonada: Chromerida-Colpodellida)                                                                      |
|  | |

|  | Apicomplexa s. (=Sporozoa)                             |
|  |                                                        |
|  | Chrompodellida (=Apicomonada: Chromerida-Colpodellida) |
|  |                                                        |

|  | Dinoflagellata (mit Syndiniales und Oxyrrhis) |
|  |                                               |
|  | Perkinsozoa (=Perkinsea)                      |
|  |                                               |

|  | Squirmida |
|  | |
|  | \| \| Apicomplexa s. (=Sporozoa) \| \| \| \| \| \| Chrompodellida (=Apicomonada: Chromerida-Colpodellida)[A. 3] \| \| \| \| |
|  | |
|  | Apicomplexa s. (=Sporozoa)                                                                                                  |
|  | |
|  | Chrompodellida (=Apicomonada: Chromerida-Colpodellida)                                                                      |
|  | |

|  | Apicomplexa s. (=Sporozoa)                             |
|  |                                                        |
|  | Chrompodellida (=Apicomonada: Chromerida-Colpodellida) |
|  |                                                        |

|  | Dinoflagellata (mit Syndiniales und Oxyrrhis) |
|  |                                               |
|  | Perkinsozoa (=Perkinsea)                      |
|  |                                               |

|  | Squirmida |
|  | |
|  | \| \| Apicomplexa s. (=Sporozoa) \| \| \| \| \| \| Chrompodellida (=Apicomonada: Chromerida-Colpodellida)[A. 3] \| \| \| \| |
|  | |
|  | Apicomplexa s. (=Sporozoa)                                                                                                  |
|  | |
|  | Chrompodellida (=Apicomonada: Chromerida-Colpodellida)                                                                      |
|  | |

|  | Apicomplexa s. (=Sporozoa)                             |
|  |                                                        |
|  | Chrompodellida (=Apicomonada: Chromerida-Colpodellida) |
|  |                                                        |

|  | Dinoflagellata (mit Syndiniales und Oxyrrhis) |
|  |                                               |
|  | Perkinsozoa (=Perkinsea)                      |
|  |                                               |

|  | Squirmida |
|  | |
|  | \| \| Apicomplexa s. (=Sporozoa) \| \| \| \| \| \| Chrompodellida (=Apicomonada: Chromerida-Colpodellida)[A. 3] \| \| \| \| |
|  | |
|  | Apicomplexa s. (=Sporozoa)                                                                                                  |
|  | |
|  | Chrompodellida (=Apicomonada: Chromerida-Colpodellida)                                                                      |
|  | |

|  | Apicomplexa s. (=Sporozoa)                             |
|  |                                                        |
|  | Chrompodellida (=Apicomonada: Chromerida-Colpodellida) |
|  |                                                        |

|  | Dinoflagellata (mit Syndiniales und Oxyrrhis) |
|  |                                               |
|  | Perkinsozoa (=Perkinsea)                      |
|  |                                               |

|  | Squirmida |
|  | |
|  | \| \| Apicomplexa s. (=Sporozoa) \| \| \| \| \| \| Chrompodellida (=Apicomonada: Chromerida-Colpodellida)[A. 3] \| \| \| \| |
|  | |
|  | Apicomplexa s. (=Sporozoa)                                                                                                  |
|  | |
|  | Chrompodellida (=Apicomonada: Chromerida-Colpodellida)                                                                      |
|  | |

|  | Apicomplexa s. (=Sporozoa)                             |
|  |                                                        |
|  | Chrompodellida (=Apicomonada: Chromerida-Colpodellida) |
|  |                                                        |

|  | Dinoflagellata (mit Syndiniales und Oxyrrhis) |
|  |                                               |
|  | Perkinsozoa (=Perkinsea)                      |
|  |                                               |

|  | Squirmida |
|  | |
|  | \| \| Apicomplexa s. (=Sporozoa) \| \| \| \| \| \| Chrompodellida (=Apicomonada: Chromerida-Colpodellida)[A. 3] \| \| \| \| |
|  | |
|  | Apicomplexa s. (=Sporozoa)                                                                                                  |
|  | |
|  | Chrompodellida (=Apicomonada: Chromerida-Colpodellida)                                                                      |
|  | |

|  | Apicomplexa s. (=Sporozoa)                             |
|  |                                                        |
|  | Chrompodellida (=Apicomonada: Chromerida-Colpodellida) |
|  |                                                        |

(#) – unter Sammelbegriff „Protalveolata“

## Bildergalerie

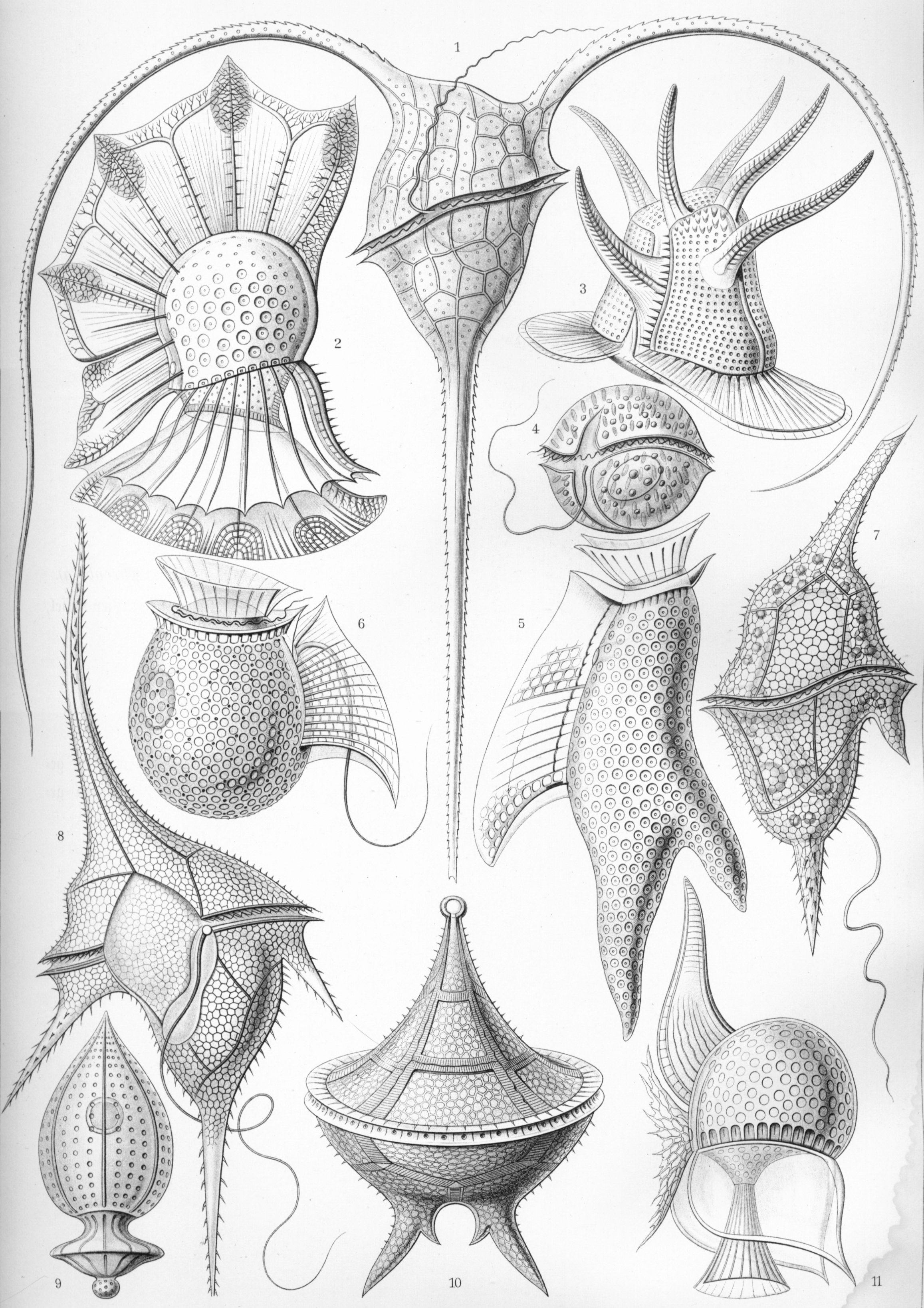
Peridinea (syn. Dinophyceae), Illustration von Ernst Haeckel (1904)
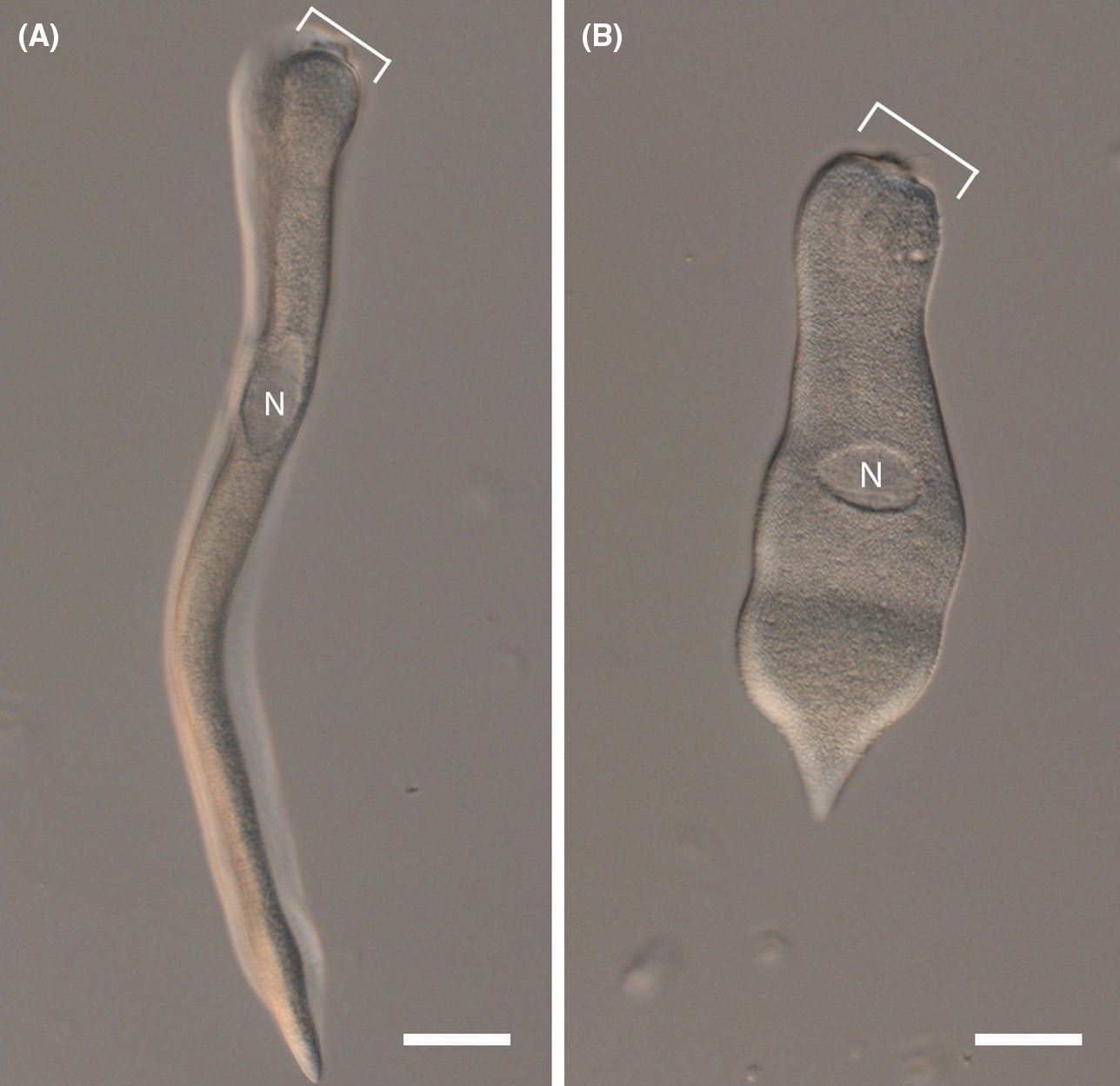
DIC-Aufnahme lebender Trophozoiten von Platyproteum vivax (Squirmida); (A) länglicher, (B) halbkontrahierter Trophozoit. N: Zellkern; Klammer: „Vorderer Apparat“ (en. anterior apparatus)[A. 4]
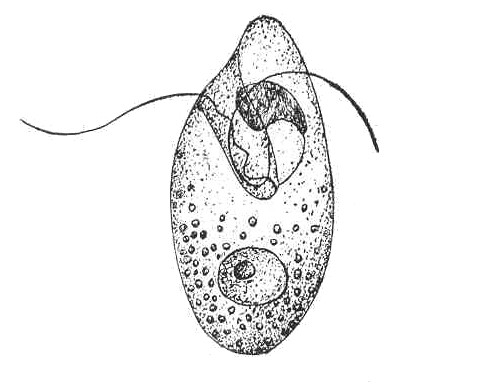
Oxyrrhis marina, Dinoflagelaten, Illustration um 1900

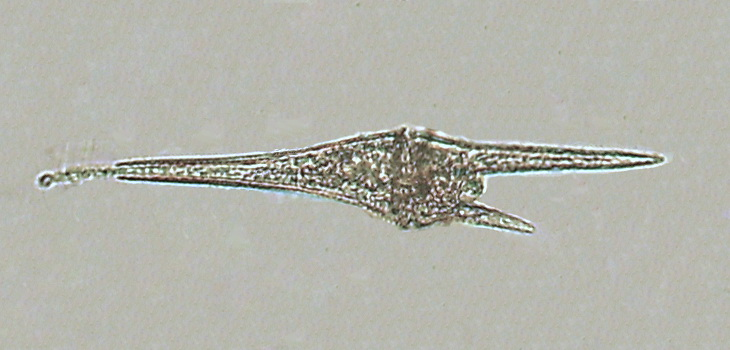
Ceratium furca.jpg, Gonyaulacales (Dinoflagellaten)